# Chinelo Okparanta
Chinelo Okparanta (nascida em 1981) é uma romancista e contista nigeriano-americana. Ela nasceu em Port Harcourt, Nigéria, onde foi criada  até os 10 anos, quando emigrou para os Estados Unidos com sua família.

## Biografia
Chinelo Okparanta nasceu em Port Harcourt, Nigéria, e aos 10 anos emigrou com sua família para os Estados Unidos. Ela foi educada na Pennsylvania State University ( Schreyer Honors College ), na Rutgers University e no Iowa Writers' Workshop.

## Carreira
Okparanta publicou contos em publicações como Granta. The New Yorker, Tin House, The Kenyon Review, The Southern Review, TriQuarterly, Conjunctions, Subtropics e The Coffin Factory.Seus ensaios apareceram no AGNI, no blog The Story Prize, e no blog International Writing Program da Universidade de Iowa. Okparanta foi bolsista/professor visitante na Universidade de Iowa, Colgate University, Purdue University, City College de Nova York e Columbia University. Ela foi professora associada de Inglês e Escrita Criativa (Ficção) na Bucknell University, onde também foi Faculty Research Fellow na C. Graydon & Mary E. Rogers, bem como Margaret Hollinshead Ley Professora de Poesia e Escrita Criativa até 2021. Atualmente é professora associada de Inglês e Diretora do Programa de Escrita Criativa do Swarthmore College.
Sua primeira coleção de contos, Happiness, Like Water (Granta Books e Houghton Mifflin Harcourt ), foi indicada para o Prêmio Internacional de Contos Frank O'Connor de 2013. finalista do Prêmio de Ficção Young Lions da Biblioteca Pública de Nova York de 2014, e ganhou o Prêmio Literário Lambda de 2014 para Ficção Lésbica. Ela foi indicada para um United States Artists Fellowship  e foi finalista do Rolex Mentor and Protégé Arts Initiative in Literature de 2014. Outras honrarias incluem o Prêmio de Autores da Sociedade de Midland de 2013 (finalista). o Prêmio Caine de 2013 para Escrita Africana (finalista) e muito mais.
Seu conto "Fairness" foi incluído em 2014 no The PEN/O. Henry Prize Stories, entre os 20 contos daquele ano.
Felicidade, como a água foi uma escolha dos editores para The New York Times Book Review em 20 de setembro de 2013. A coleção também foi listada como uma das Melhores Ficções Africanas do The Guardian de 2013. e em dezembro de 2014 foi anunciada como finalista do Prêmio Etisalat nigeriano de Literatura.
Seu primeiro romance, Under the Udala Trees, foi publicado em 2015. O revisor do New York Times chamou Okparanta de "uma escritora graciosa e precisa". e o The Guardian (Reino Unido) descreve o livro como "um romance emocionante sobre o amadurecimento de uma jovem gay na Nigéria durante a guerra civil nigeriana... " no qual "... Okparanta habilmente negocia um equilíbrio entre uma história de amor e uma história de guerra." 
Under the Udala Trees foi uma escolha dos editores de resenhas de livros do New York Times , bem como um indicado para o Kirkus Reviews Prize in Fiction de 2015. Um dos "Melhores Livros de 2015" da NPR, também fez parte das listas BuzzFeed, The Wall Street Journal, The Millions, Bustle, Shelf Awareness e Publishers Lunch "Best of"  e "Most Anticipated", entre outras. Foi listado para o Center for Fiction First Novel Prize de 2015, nomeado para o NAACP Image Award de 2016 para Outstanding Literary Work of Fiction, nomeado para o Hurston-Wright Legacy Award in Fiction de 2016, um finalista para o Publishing Triangle Literary Awards de 2016 (o Prêmio Ferro-Grumley ), um semifinalista para o VCU Cabell First Novelist Award de 2016, listado para o Prêmio Chautauqua de 2016,  e ganhou o Lambda Literary Award 2016 na categoria General Lesbian Fiction.
Under the Udala Trees também ganhou o Jessie Redmon Fauset Book Award de 2016 em ficção e foi uma seleção de projeto de Amelia Bloomer de 2017 da American Library Association. Também foi finalista do Prêmio Literário Internacional de Dublin de 2017.
Em 2017, Okparanta ganhou o prêmio inaugural de 2016 Betty Berzon Emerging Writer Award do Publishing Triangle.
Pulse Nigeria nomeou Under the Udala Trees um de seus 10 livros nigerianos de destaque para 2015. YNaija o listou como um dos dez livros mais notáveis de 2015. Afridiaspora o listou como um dos melhores romances africanos de 2015.
Em abril de 2017, Okparanta foi selecionada pela Granta para sua lista de Melhores de Jovens Romancistas Americanos.
Seu ensaio "Trump in the Classroom" está incluído na antologia de 2019 New Daughters of Africa, editada por Margaret Busby.